# Лалла Малика
Лалла́ Малика́ (араб. للا مليكة‎; 14 марта 1933, Рабат — 28 сентября 2021, Рабат) — марокканская принцесса, дочь короля Мухаммеда V и младшая сестра короля Хасана II.

## Биография
Лалла Малика родилась 14 марта 1933 года в семье короля Мухаммеда V и его супруги Лаллы Абла бинт Тахар, став четвертым ребёнком из 5 детей в их семье.
Получила начальное образование на родине, в лицее молодых девушек в Рабате, который теперь носит имя её старшей сестры принцессы Лаллы Аиши.
Вернувшись в Марокко после изгнания вместе с семьёй, принцесса Лалла Малика закончила школу медсестёр в Рабате.
С 1967 года до момента своей смерти возглавляла Общество Красного Креста в Марокко. Во время её руководства на этом посту, в 2011 году был открыт в Тетуане центр подготовки волонтеров и специалистов в области здравоохранения.
Скончалась 28 сентября 2021 года в возрасте 88 лет; на момент смерти она была старейшим членом королевской семьи Марокко и последним живым ребёнком короля Мухаммеда V.

## Семья
В августе 1951 года вышла замуж за Мухаммеда Шеркауи, марокканского дипломата и политика; у супругов было 4 детей (3 сыновей и дочь).